# دیگو منگی
دیگو منگی (انگلیسی: Diego Menghi؛ زادهٔ ۱۷ مهٔ ۱۹۸۵) بازیکن فوتبال اهل آرژانتین است.
از باشگاه‌هایی که در آن بازی کرده‌است می‌توان به باشگاه فوتبال راسینگ کلوب آویاندا اشاره کرد.